# Flêtre
Flêtre (en néerlandais : Vleteren, en flamand occidental : Vleter/vle.tər/) est une commune française située dans le département du Nord, en région Hauts-de-France.

## Géographie

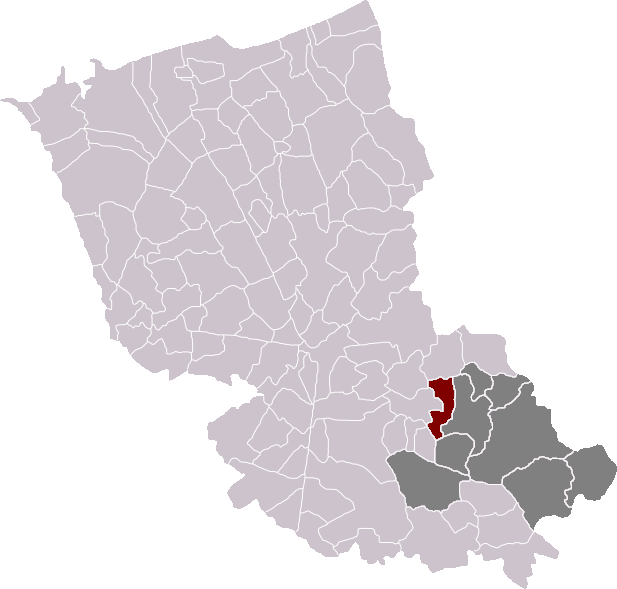
Flêtre dans son canton et son arrondissement

### Situation
Située dans le Nord, elle s'étale sur 897 hectares.
Traversée par l'autoroute A25 et la route départementale 933.

### Communes limitrophes
| Eecke     | Godewaersvelde |         |
| Caëstre   | Flêtre         | Méteren |
| Pradelles | Strazeele      | Merris  |

### Hydrographie

#### Réseau hydrographique
La commune est située dans le bassin Artois-Picardie. Elle est drainée par la Becque de Flètre, la Foene Becque, la Vleeterbeek, la Courte Croix, la Flêtre,,.

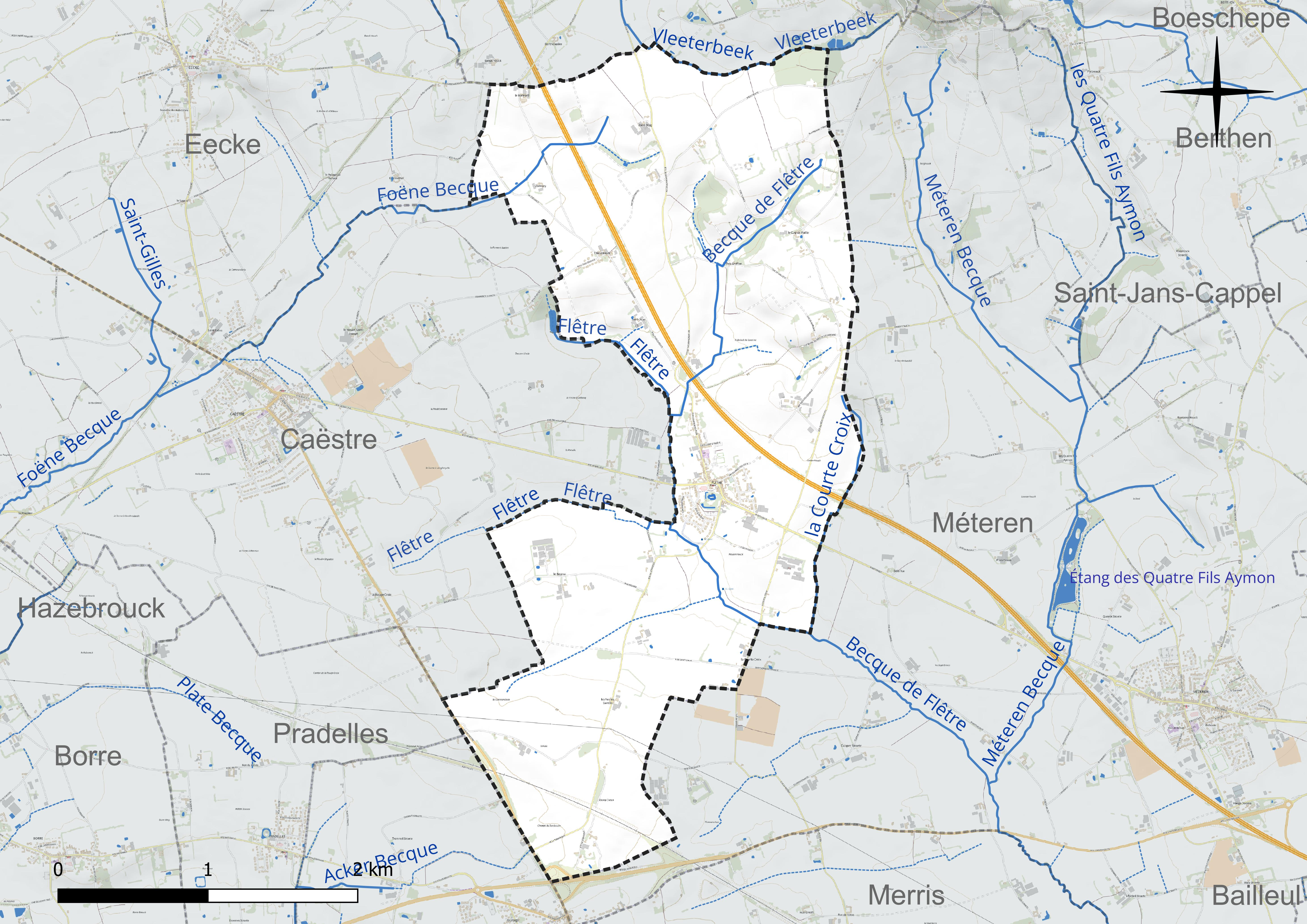
Réseau hydrographique de Flêtre.

#### Gestion et qualité des eaux
Le territoire communal est couvert par le schéma d'aménagement et de gestion des eaux (SAGE) « Lys ». Ce document de planification concerne un territoire de 1 835 km2 de superficie, délimité par le bassin versant de la Lys. Le périmètre a été arrêté le 29 mai 1995 et le SAGE proprement dit a été approuvé le 6 août 2010, puis révisé le 20 septembre 2019. La structure porteuse de l'élaboration et de la mise en œuvre est le syndicat mixte pour l'élaboration du SAGE de la Lys (SYMSAGEL).
La qualité des cours d'eau peut être consultée sur un site dédié géré par les agences de l'eau et l'Agence française pour la biodiversité.

### Climat
Pour des articles plus généraux, voir Climat des Hauts-de-France et Climat du Nord.
En 2010, le climat de la commune est de type climat océanique dégradé des plaines du Centre et du Nord, selon une étude du CNRS s'appuyant sur une série de données couvrant la période 1971-2000. En 2020, Météo-France publie une typologie des climats de la France métropolitaine dans laquelle la commune est exposée à un climat océanique et est dans la région climatique  Côtes de la Manche orientale, caractérisée par un faible ensoleillement (1 550 h/an) ; forte humidité de l'air (plus de 20 h/jour avec humidité relative > 80 % en hiver), vents forts fréquents.
Pour la période 1971-2000, la température annuelle moyenne est de 10,4 °C, avec une amplitude thermique annuelle de 13,9 °C. Le cumul annuel moyen de précipitations est de 746 mm, avec 12,4 jours de précipitations en janvier et 8,6 jours en juillet. Pour la période 1991-2020, la température moyenne annuelle observée sur la station météorologique la plus proche, située sur la commune de Steenvoorde à 8 km à vol d'oiseau, est de 11,2 °C et le cumul annuel moyen de précipitations est de 727,8 mm,. Pour l'avenir, les paramètres climatiques de la commune estimés pour 2050 selon différents scénarios d'émission de gaz à effet de serre sont consultables sur un site dédié publié par Météo-France en novembre 2022.

## Urbanisme

### Typologie
Au 1er janvier 2024, Flêtre est catégorisée commune rurale à habitat dispersé, selon la nouvelle grille communale de densité à sept niveaux définie par l'Insee en 2022.
Elle est située hors unité urbaine. Par ailleurs la commune fait partie de l'aire d'attraction de Lille (partie française), dont elle est une commune de la couronne,. Cette aire, qui regroupe 201 communes, est catégorisée dans les aires de 700 000 habitants ou plus (hors Paris),.

### Occupation des sols
L'occupation des sols de la commune, telle qu'elle ressort de la base de données européenne d'occupation biophysique des sols Corine Land Cover (CLC), est marquée par l'importance des territoires agricoles (96,5 % en 2018), une proportion sensiblement équivalente à celle de 1990 (97,2 %). La répartition détaillée en 2018 est la suivante : 
terres arables (96,5 %), zones urbanisées (3,5 %). L'évolution de l'occupation des sols de la commune et de ses infrastructures peut être observée sur les différentes représentations cartographiques du territoire : la carte de Cassini (XVIIIe siècle), la carte d'état-major (1820-1866) et les cartes ou photos aériennes de l'IGN pour la période actuelle (1950 à aujourd'hui).

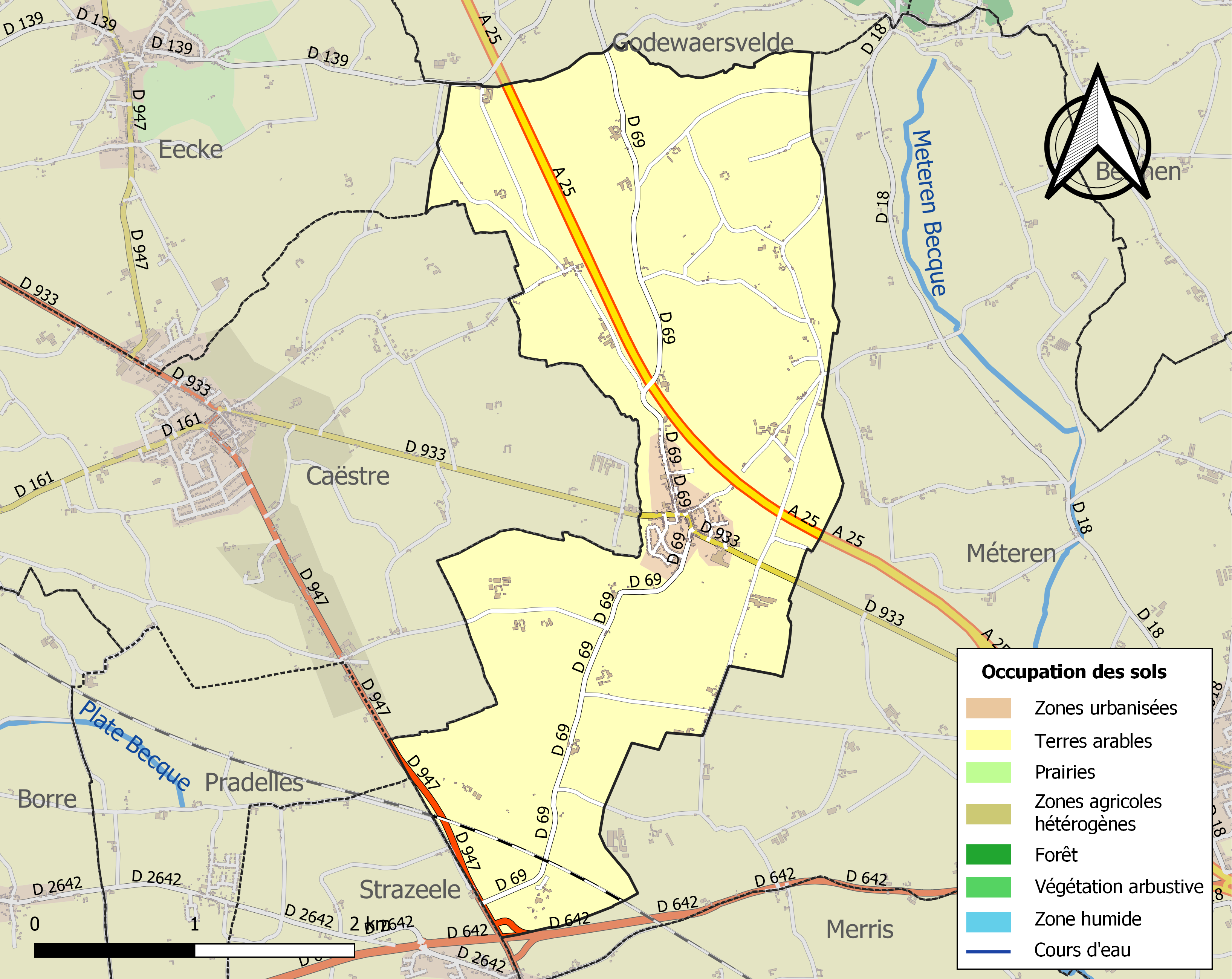
Carte des infrastructures et de l'occupation des sols de la commune en 2018 (CLC).

## Histoire
Les fouilles archéologiques réalisées lors de la construction de la ligne TGV
ont révélé l'existence de fosses, d'un réseau de fossés, de sépultures à incinérations et de céramiques de l'époque gallo-romaine, au lieu-dit Pissmeerschen,
Dans le cartulaire de l'abbaye Saint-Bertin de Saint-Omer (804), Flêtre est appelé Flitrinium, et  Fleternes dans une charte de 1085.
Au XVe siècle est retrouvée comme propriétaire d'une seigneurie (le Peenhof) sur Craywick dans la châtellenie de Bourbourg : Ysabeau de Flêtre épouse de François de le Haye, écuyer.
En 1662, Maure de Vignacourt de la noble maison de Flêtre devient abbé de l'abbaye Saint-Winoc de Bergues.
Le 25 septembre 1656, est érigée en comté la terre et seigneurie de Flêtre, située en Flandre, au profit de Jacques de Wignacourt, issu d'une très ancienne famille noble de Flandre qui compte parmi ses membres, Jean de Wignacourt, seigneur de Flêtre, prévôt de Mons sous Charles-Quint; également Jean de Wignacourt, gentilhomme de la bouche du roi Philippe II.
En 1670, Michel François de Wignacourt, comte de Flêtre, époux de Geneviève Adornes, dame de Marcquillies, Marcq, Nieuwliet, (sans doute Nieurlet), Nieuwenhove, Peenhof, et ensuite son fils, Denis François Jacques de Wignacourt sont retrouvés comme possédant la seigneurie sur Craywick, évoquée ci-dessus. La famille de Wignacourt, comte de Flêtre, la gardera ensuite : en 1727, Balthazar Pierre Félix de Wignacourt, comte de Flêtre, fils de Denis, et en 1778, et dernier possesseur, Balthazar Philippe Emmanuel Charles de Wignacourt, comte de Flêtre, fils du précédent.
Avant la Révolution française, du point de vue religieux, la commune était située dans le diocèse de Thérouanne puis dans le diocèse d'Ypres, doyenné de Bailleul.
La commune a été détruite pendant 1914-1918 et a reçu la Croix de guerre 1914-1918.

## Héraldique
| Blason de Flêtre | Les armes de Flêtre se blasonnent ainsi :"D'argent à trois fleurs de lys au pied nourri de gueules." |

## Politique et administration
Maire de 1802 à 1808 : Couterez,.

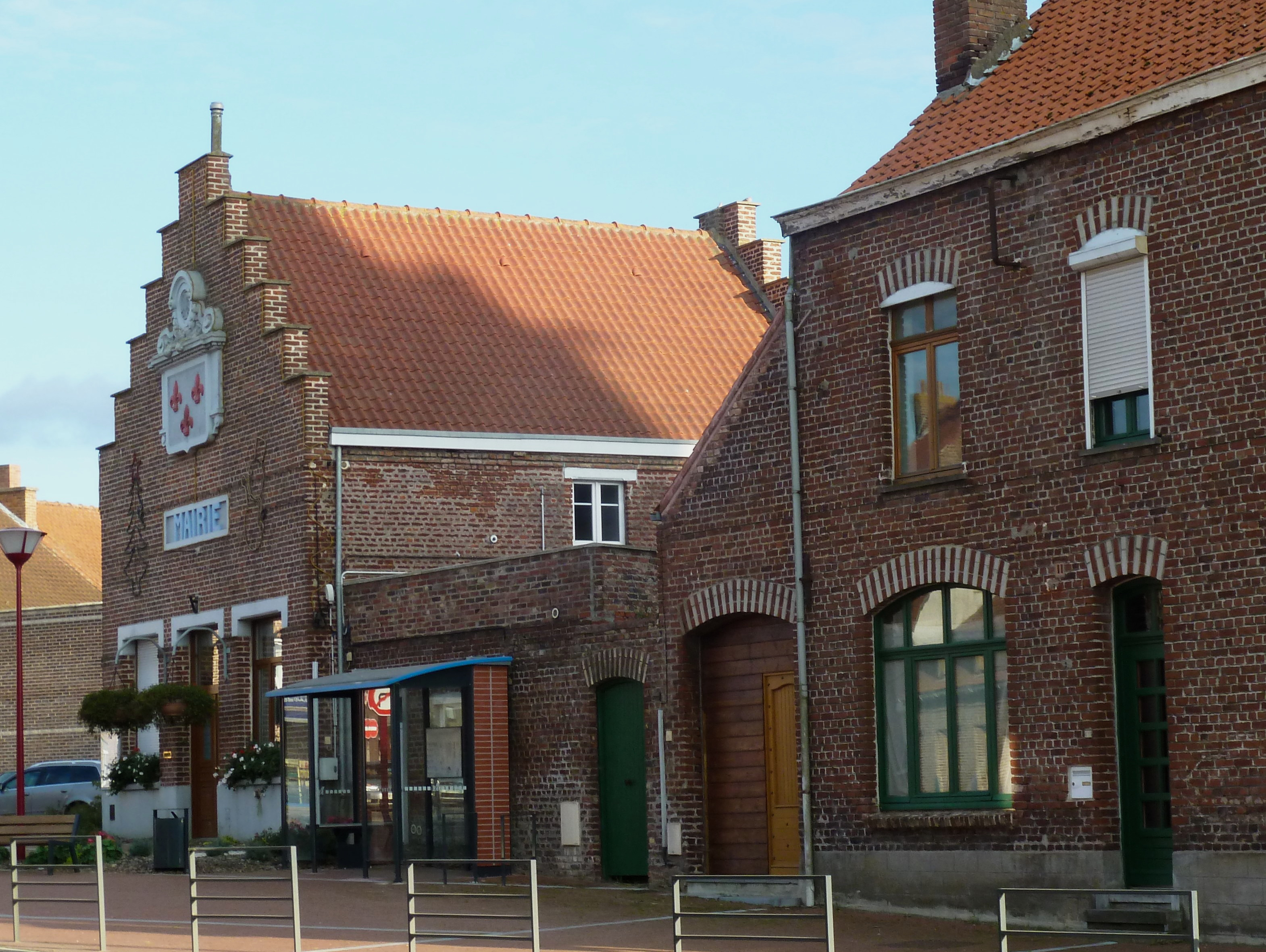
La mairie de Flêtre Nord.- France.

## Population et société

### Démographie

#### Évolution démographique
L'évolution du nombre d'habitants est connue à travers les recensements de la population effectués dans la commune depuis 1793. Pour les communes de moins de 10 000 habitants, une enquête de recensement portant sur toute la population est réalisée tous les cinq ans, les populations de référence des années intermédiaires étant quant à elles estimées par interpolation ou extrapolation. Pour la commune, le premier recensement exhaustif entrant dans le cadre du nouveau dispositif a été réalisé en 2007.

En 2022, la commune comptait 946 habitants, en évolution de −2,87 % par rapport à 2016 (Nord : +0,51 %, France hors Mayotte : +2,11 %).
| 1793  | 1800  | 1806  | 1821  | 1831  | 1836  | 1841  | 1846  | 1851  |
| ----- | ----- | ----- | ----- | ----- | ----- | ----- | ----- | ----- |
| 1 146 | 1 183 | 1 236 | 1 131 | 1 184 | 1 205 | 1 182 | 1 173 | 1 127 |

| 1856  | 1861  | 1866  | 1872  | 1876  | 1881  | 1886  | 1891 | 1896 |
| ----- | ----- | ----- | ----- | ----- | ----- | ----- | ---- | ---- |
| 1 070 | 1 078 | 1 127 | 1 108 | 1 101 | 1 074 | 1 023 | 967  | 942  |

| 1901 | 1906 | 1911 | 1921 | 1926 | 1931 | 1936 | 1946 | 1954 |
| ---- | ---- | ---- | ---- | ---- | ---- | ---- | ---- | ---- |
| 947  | 951  | 952  | 755  | 743  | 736  | 724  | 700  | 646  |

| 1962 | 1968 | 1975 | 1982 | 1990 | 1999 | 2006 | 2007 | 2012 |
| ---- | ---- | ---- | ---- | ---- | ---- | ---- | ---- | ---- |
| 650  | 660  | 623  | 662  | 709  | 742  | 764  | 767  | 976  |

| 2017 | 2022 | - | - | - | - | - | - | - |
| ---- | ---- | - | - | - | - | - | - | - |
| 972  | 946  | - | - | - | - | - | - | - |

#### Pyramide des âges
La population de la commune est relativement jeune.
En 2018, le taux de personnes d'un âge inférieur à 30 ans s'élève à 39,7 %, soit au-dessus de la moyenne départementale (39,5 %). À l'inverse, le taux de personnes d'âge supérieur à 60 ans est de 16,8 % la même année, alors qu'il est de 22,5 % au niveau départemental.
En 2018, la commune comptait 496 hommes pour 487 femmes, soit un taux de 50,46 % d'hommes, largement supérieur au taux départemental (48,23 %).
Les pyramides des âges de la commune et du département s'établissent comme suit.
| Hommes | Classe d’âge | Femmes |
| ------ | ------------ | ------ |
| 0,0    | 90 ou +      | 0,4    |
| 3,9    | 75-89 ans    | 6,0    |
| 12,5   | 60-74 ans    | 10,8   |
| 21,0   | 45-59 ans    | 20,1   |
| 21,8   | 30-44 ans    | 24,1   |
| 16,3   | 15-29 ans    | 14,7   |
| 24,5   | 0-14 ans     | 23,8   |

| Hommes | Classe d’âge | Femmes |
| ------ | ------------ | ------ |
| 0,5    | 90 ou +      | 1,4    |
| 5,3    | 75-89 ans    | 8,1    |
| 14,8   | 60-74 ans    | 16,2   |
| 19,1   | 45-59 ans    | 18,4   |
| 19,5   | 30-44 ans    | 18,7   |
| 20,7   | 15-29 ans    | 19,1   |
| 20,2   | 0-14 ans     | 18     |

## Lieux et monuments

### Église Saint-Matthieu

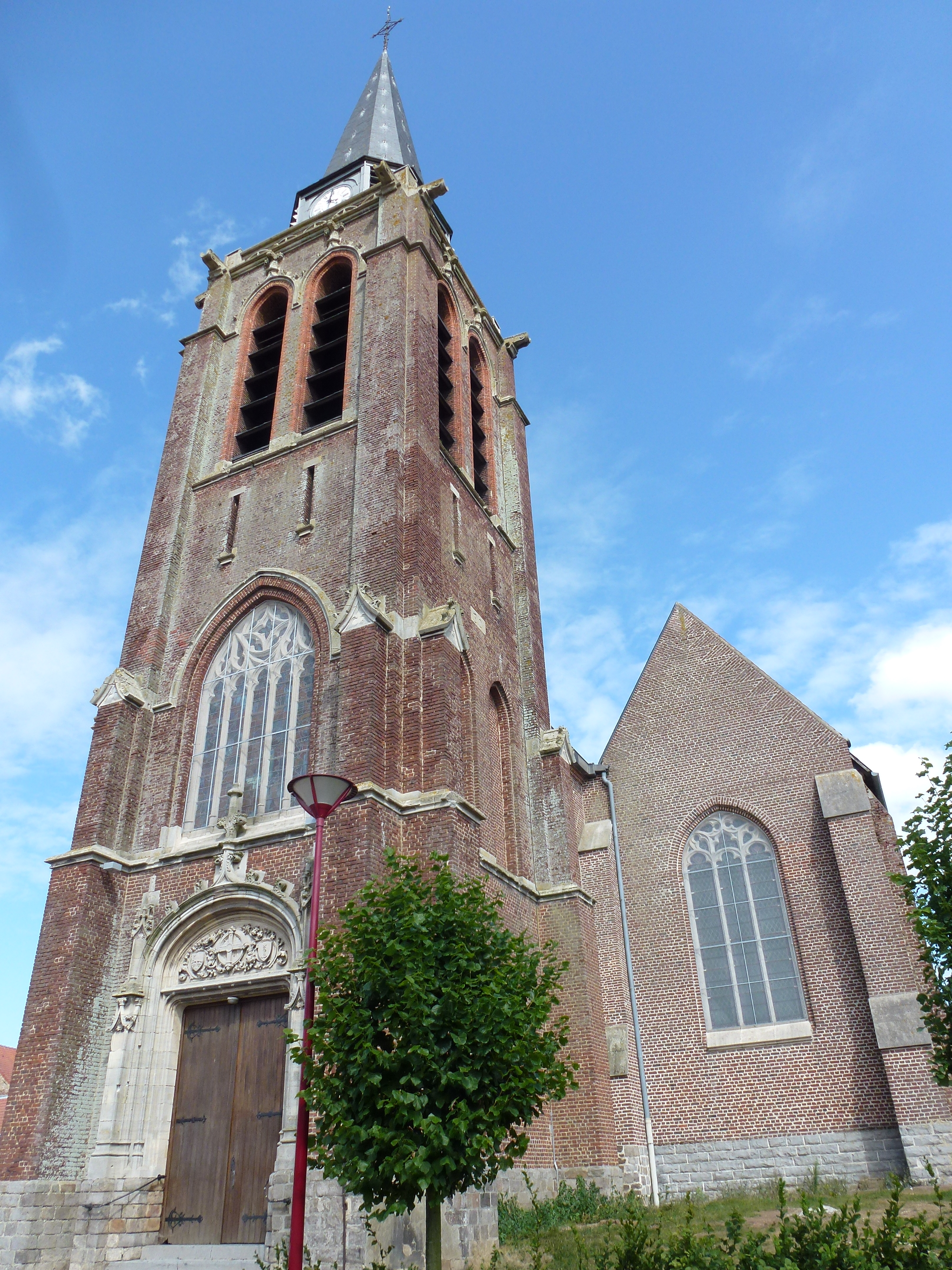
Flêtre (Nord, Fr) église (02)

C'est une Hallekerque ou église-halle.

#### Histoire
Date probablement du XIVe siècle. Les nefs latérales datent du milieu du XVIIIe siècle alors que le clocher est inauguré en 1901. L'église fut le théâtre d'affrontements lors de sa vente en 1799. Elle fut rachetée par les paroissiens.

#### Mobilier
Le remarquable mobilier comprend, entre autres:
- Le gisant (relevé) des seigneurs et dames de Flêtre. Il se trouve sous la tour et date du XVe siècle (fabriqué aux Pays-Bas). Une tradition sans fondement le définit comme tombeau d'Antoine du Bois-Van Houte et de Barbe Van Belle. La sculpture des vêtements est d'une extrême finesse et d'un grand réalisme.

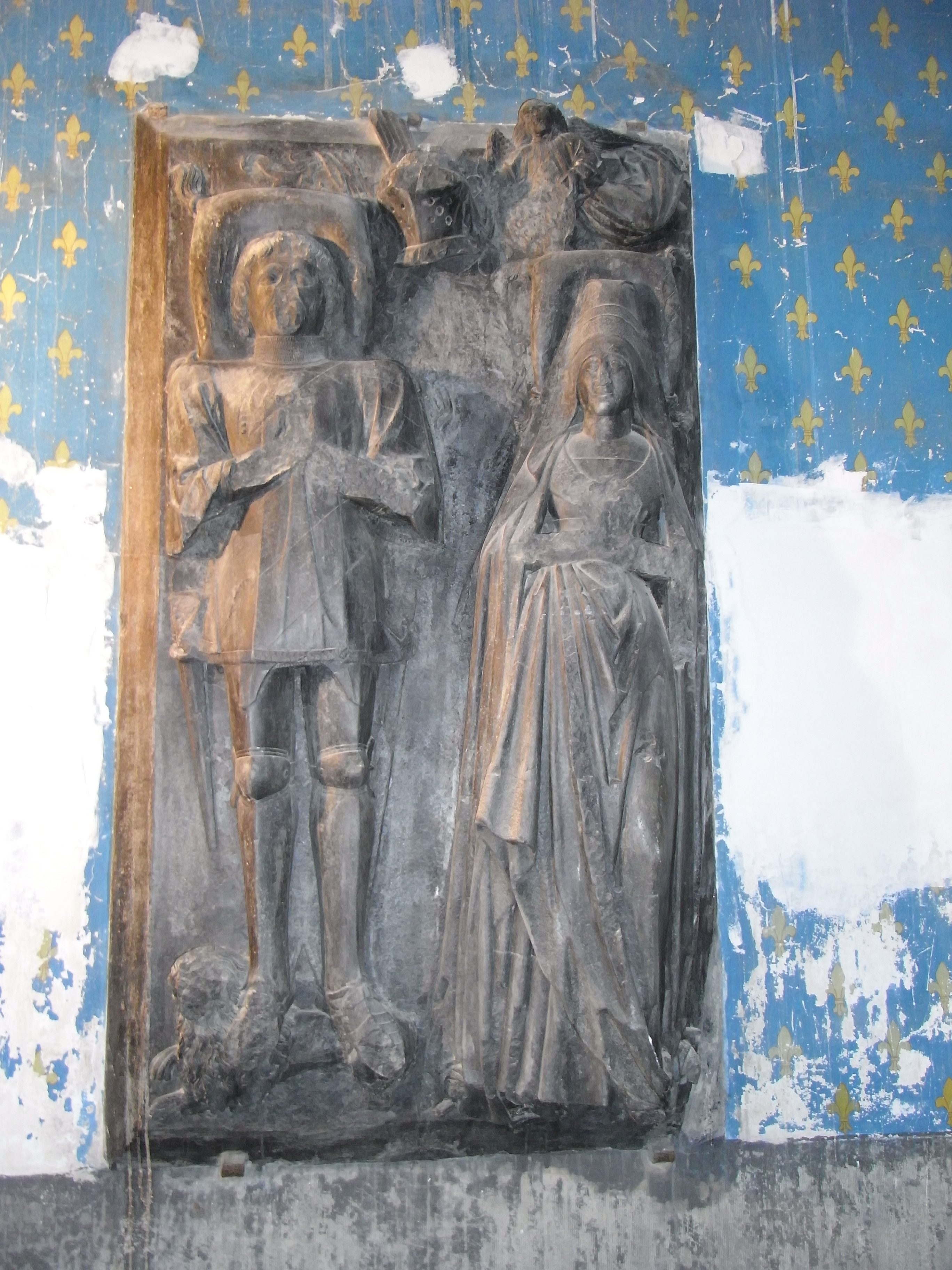

- Tour eucharistique en bois polychrome faisant office maître-autel. Elle date de la fin du XVIe ou du début du XVIIe. Elle surmonte le tabernacle et se compose de cinq étages en retrait les uns par rapport aux autres. Malheureusement les niches sont vides. On trouvait les statues des quatre évangélistes et des vertus. Le pélican surmonte l'ensemble.[45]
- Banc de communion datant de 1759. Sa forme épouse les marches qui ondulent devant le chœur. Il est unique au sens où les scènes bibliques sont directement sur les branchages et non dans des médaillons. C'est aussi l'unique exemple en Flandre de scènes se déroulant sur deux panneaux[46]
- de nombreuses statues en bois XVIIIe
- banc de chanoines, boiseries, chaire et orgue de style néogothique.
- Mobilier disparu :
  - Vitraux du XVIe siècle. C'était probablement des verrières peintes. Ils sont représentés dans les albums Flahaut (fin XIXe). Ces vitraux ont été démontés avant la Première Guerre mondiale, mais leur trace s'est perdue ensuite.
  - Le retable du maître-autel était en bois polychrome de style régence. Endommagé pendant la Première Guerre mondiale, il fut démonté. C'est la tour eucharistique qui le remplaça.
  - Monument commémoratif de la famille de Wignacourt. Il représentait le père, la mère, leurs saints patrons Barbe et Jean-Baptiste et leurs quatorze enfants. Le tout surmonté d'une crucifixion : Jésus entre les deux larrons. Mesurant 2,15m par 1,30 m ce panneau sculpté en albâtre date de 1543[47]. Le monument était intégré dans le chœur. Il disparut lors de la Première Guerre mondiale: le jour de l'évacuation, deux généraux anglais visitant l'église se sont longuement arrêtés à contempler ce chef-d'œuvre de l'art français au Moyen Âge (sic). Au retour des évacués, le bas-relief avait disparu. Nul ne sut jamais ce qu'il était devenu[48].

### Le château de Wignacourt
La reconstruction du château est souvent attribuée à Jean Van Houtte entre 1364 et 1380. Le donjon a été édifié au XVe siècle. En 1532, la seigneurie de Flêtre est passée par mariage dans la famille de Wignacourt. En 1799, le château a été détruit, mais le donjon a été conservé, sa destruction s'étant révélée trop difficile. Au début du XIXe siècle, un industriel a racheté la propriété, construit une demeure à l'emplacement du château détruit, et converti le donjon en salle de réception, décoré de lambris de style Louis XV. De 1869 à 1872, un manoir néogothique a été construit vers le sud du donjon, qui conserve encore les dispositions générales et le décor original. Le donjon (cad. A 1088) et les parcelles A 851 à 853, 855, 1054 à titre de réserve archéologique : inscription par arrêté du 3 décembre 2002.

### La chapelleNotre-Dame-de-la-Consolationau Thieushouck
- Chapelle Notre-Dame-de-Consolation, 1991. Vierge en Bois (XVIIIe) Dérobée en 1996[50].
- La chapelle Notre-Dame-de-la-Consolation au Thieushouck. Construite en 1833, elle est détruite en 1971 par un camion effectuant une manœuvre, lors de la construction de l'autoroute A25. La décision de la reconstruire est prise en 2006 et elle est bénie par l'abbé Dupuis en septembre 2009. À l'intérieur, le triptyque représente une vierge habillée en rouge sur fond de paysage des monts de Flandre. De gauche à droite, l'été avec Cassel, Eecke et Steenvoorde, puis au centre la campagne de Flêtre et enfin, à droite, l'hiver avec Flêtre sous la neige[51],[52].

Chapelle Notre-Dame-de-la-Consolation
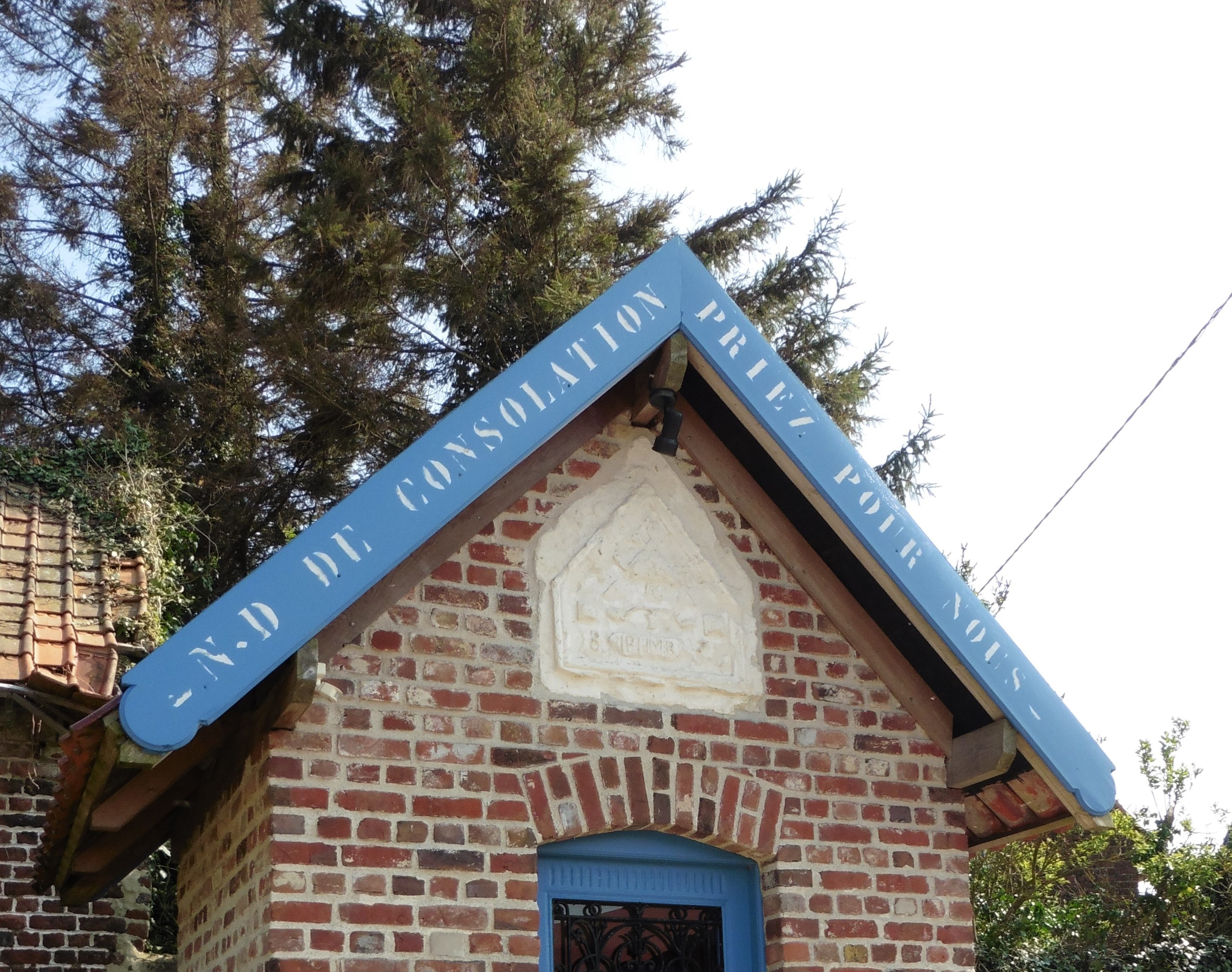
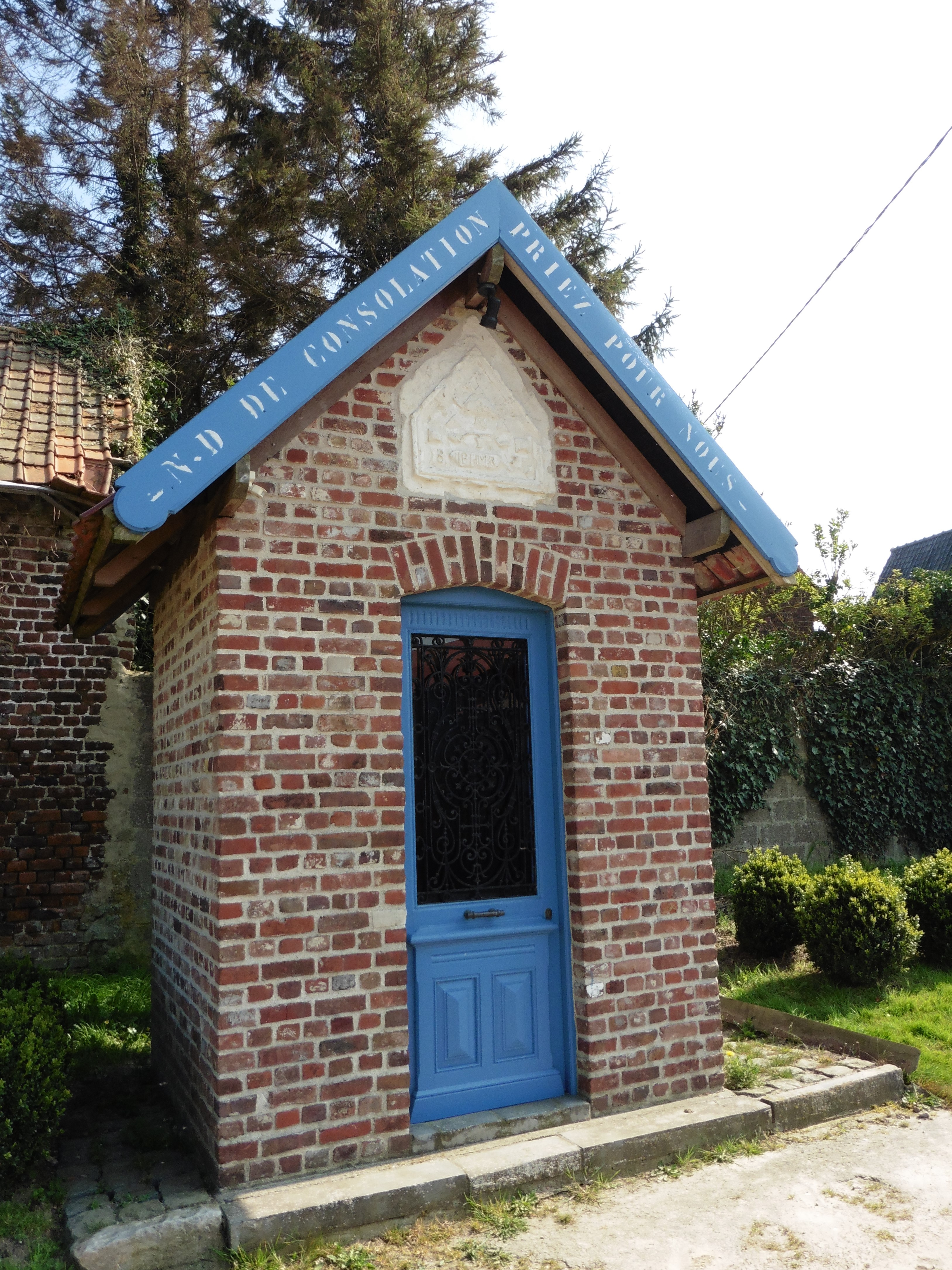
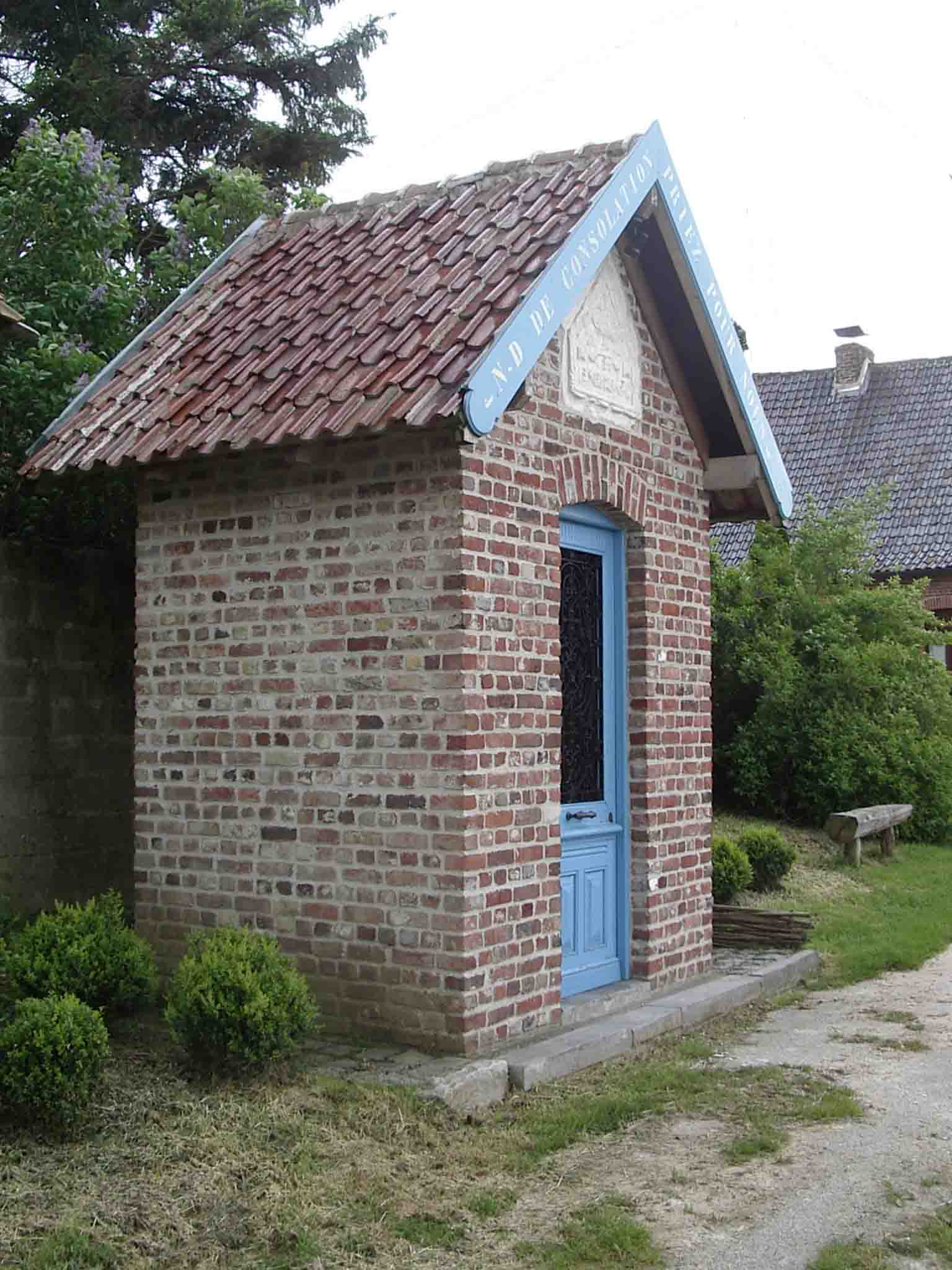

### Autres édifices religieux
- Le grand calvaire, sur la route de Méteren, inauguré en 1949 est en attente de restauration...
- Chapelle Notre-Dame-de-Lourdes, chemin de Furnes
- Chapelle Notre-Dame-des-Victoires, route de Godewaersvelde (1855?)
- Chapelle Sainte-Thérèse, rue au Beurre, détruite en 1914-1918 et reconstruite en 1946 (ou 1947). La famille propriétaire avait fait vœu de la reconstruire si les quatre garçons revenaient vivants du second conflit mondial[53].

### Autres édifices
- Le monument aux morts
- Accessible de la route de Godewaersvelde à Eecke par un chemin de terre: Bertenacre Military Cemetery, situé dans la commune de Flêtre.

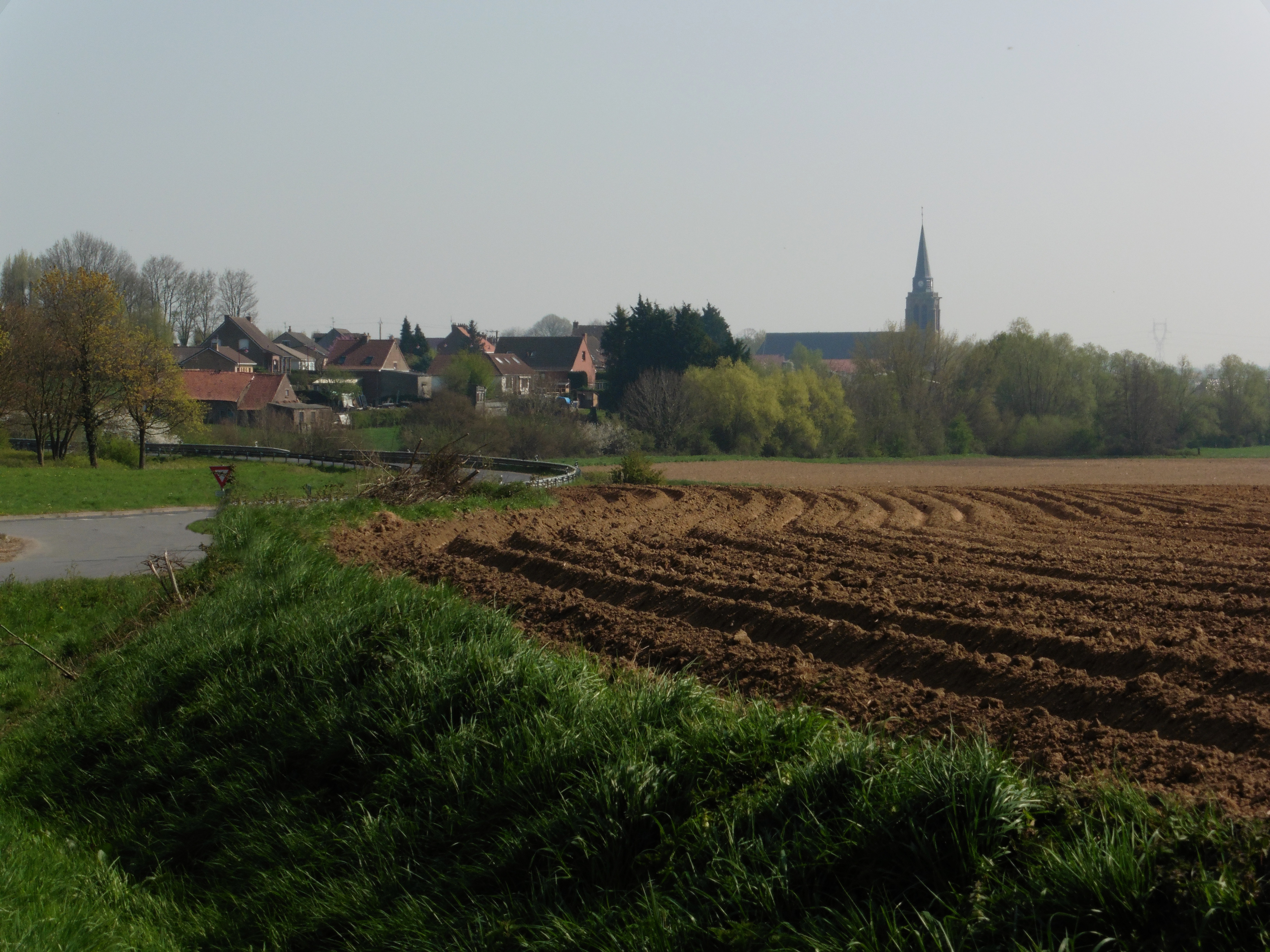
Flêtre vu de la RD 69
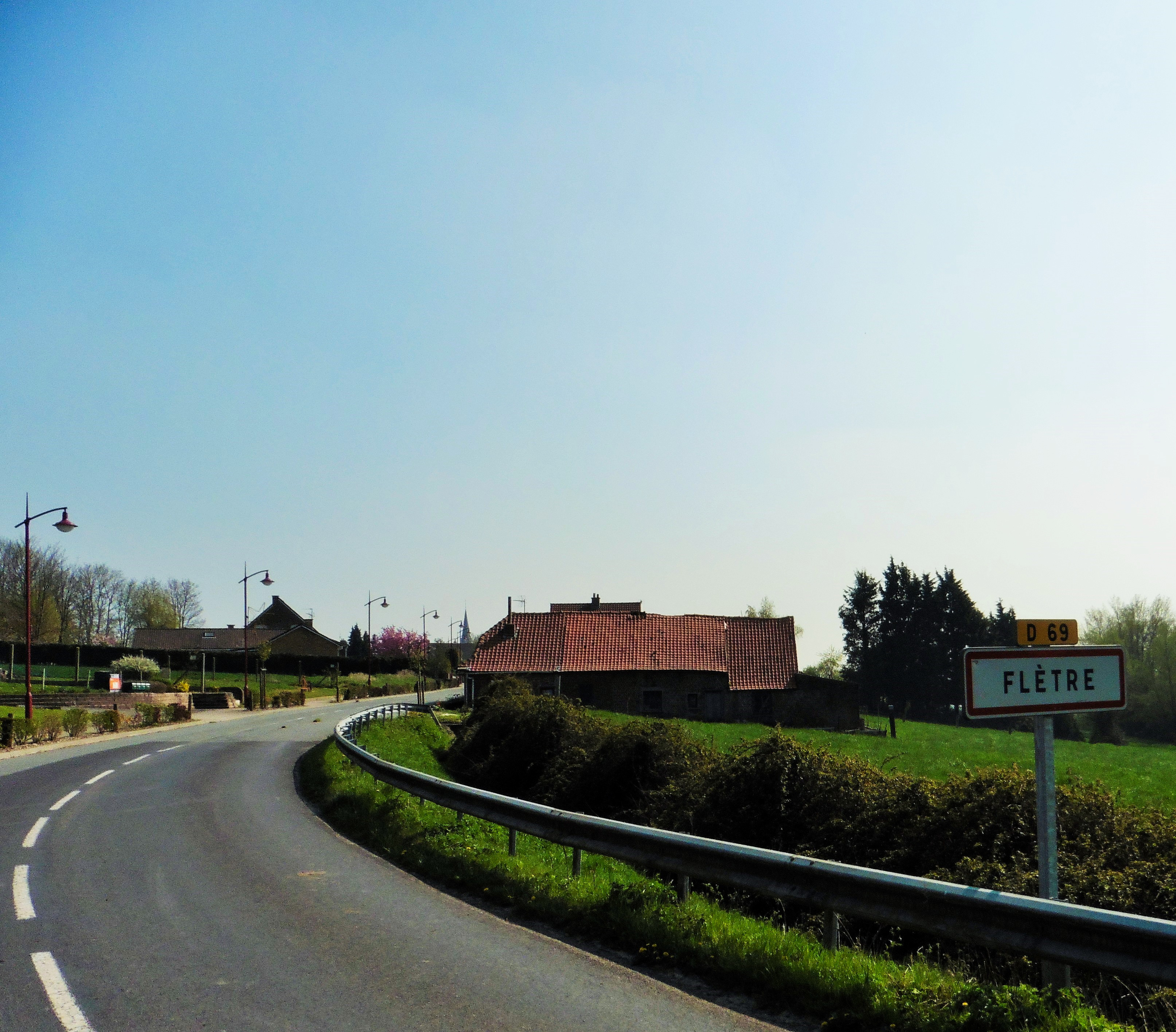
Panneau de Flêtre city limit sur la RD69
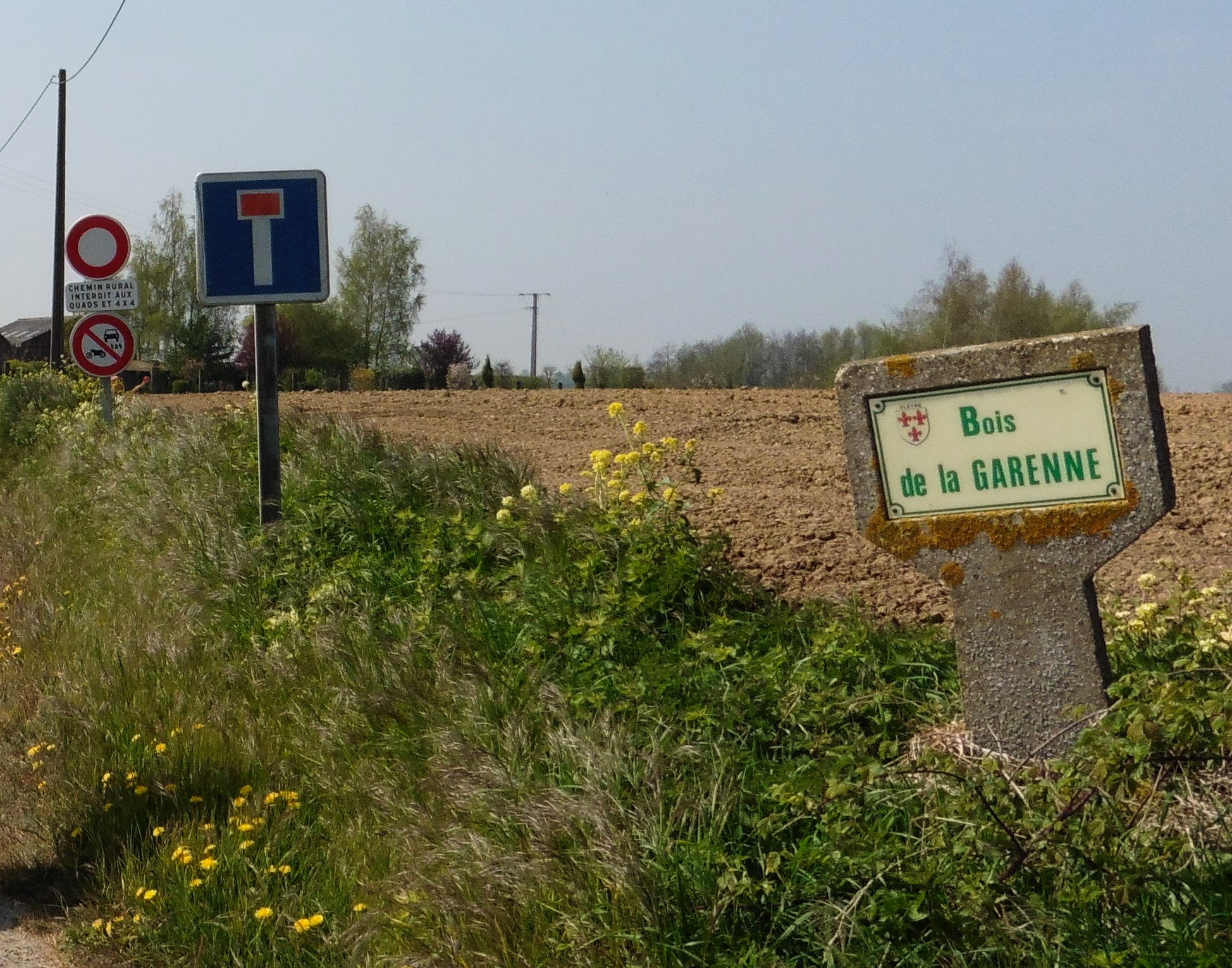
Bois de la Garenne.
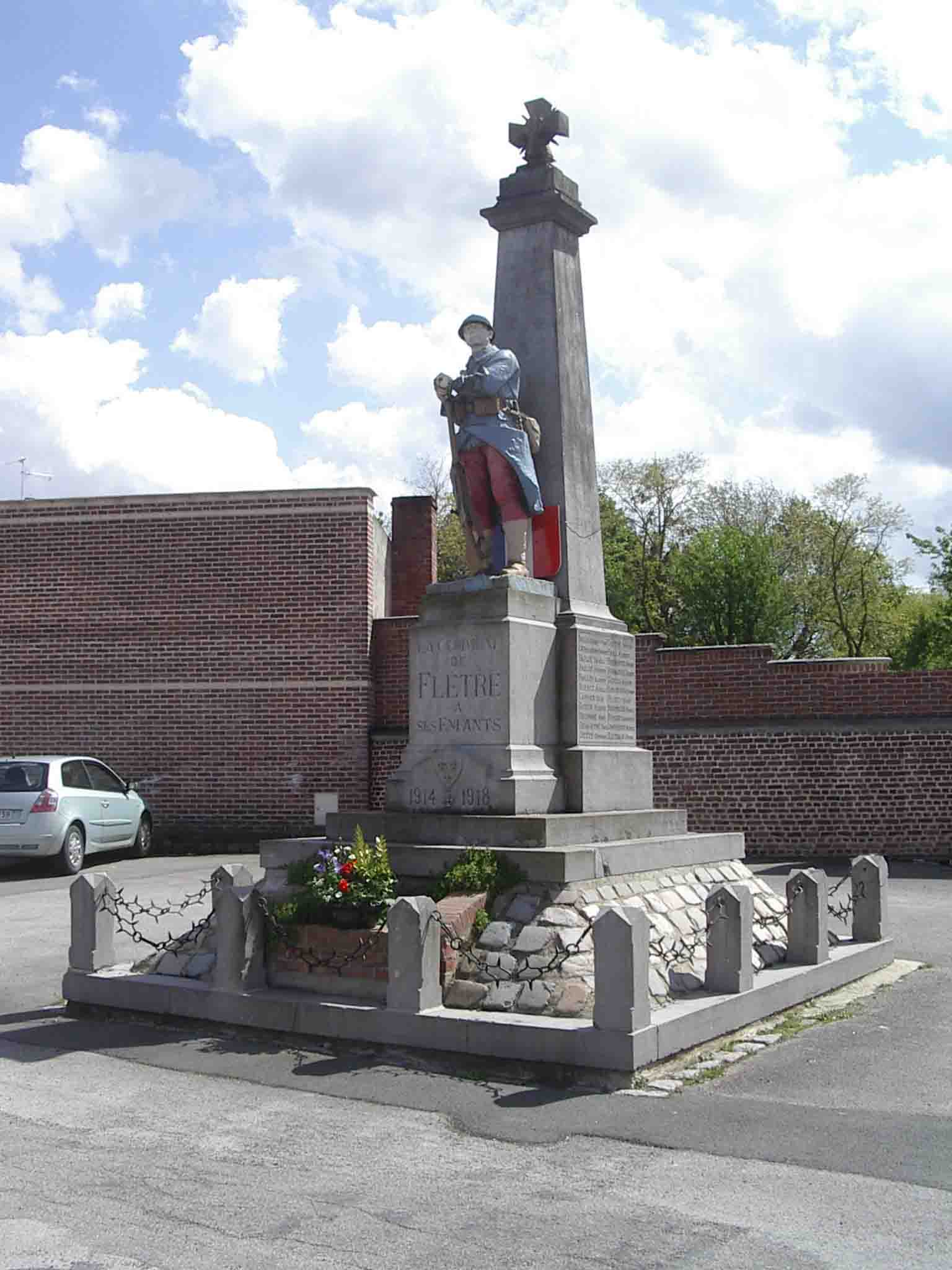
Le Monument aux morts.
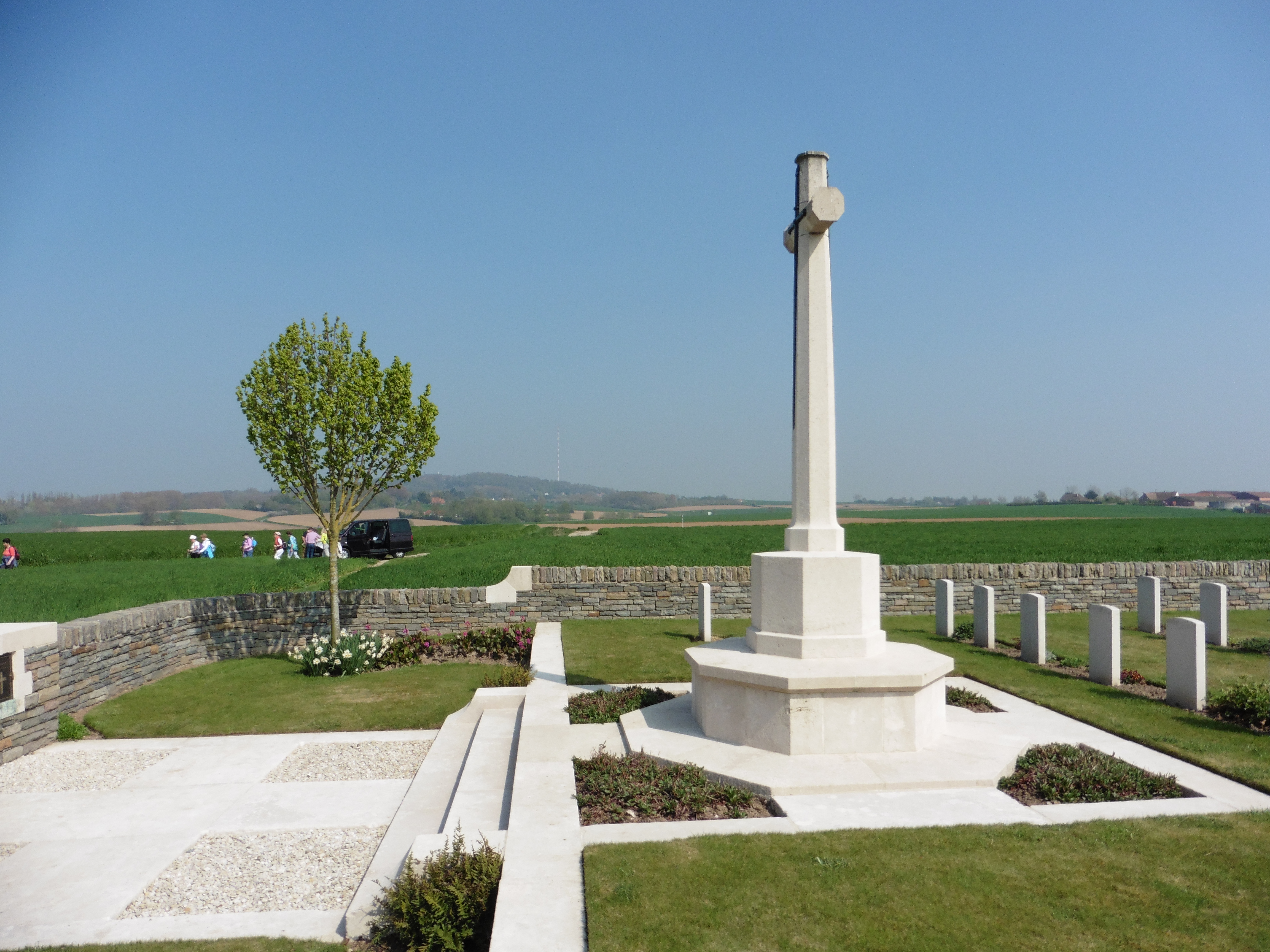
Bertenacre Military Cemetery.

## Personnalités liées à la commune
- Jacques De Meyer ou De Meyere (1491-1552), poète latin, historien et humaniste flamand, né à Flètre.
- L'abbé François Vancostenoble (1821-1901) curé de Flêtre et vice-président du Comité flamand de France
- La costumière de cinéma Yvonne Sassinot de Nesle habite Flêtre[54].

## Pour approfondir